# Loxosceles accepta
Loxosceles accepta är en spindelart som beskrevs av Chamberlin 1920. Loxosceles accepta ingår i släktet Loxosceles och familjen Sicariidae.
Artens utbredningsområde är Peru. Inga underarter finns listade i Catalogue of Life.